# Gammaglobulina

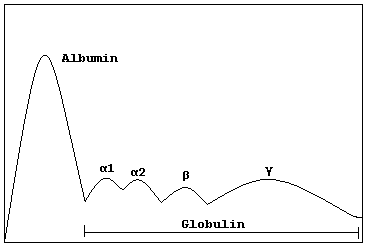
Representación esquemática de una electroforesis proteica en gel

La gammaglobulina es un tipo de globulina denominada así por aparecer en último lugar al separar las proteínas del suero sanguíneo mediante una electroforesis. El principal tipo de gammaglobulina es el de los anticuerpos o inmunoglobulinas (Igs), aunque algunas Igs no migran en esta fracción de la electroforesis.

## Definición
Las proteínas globulares presentes en el suero sanguíneo que migran a la región gamma (por encontrarse cargadas eléctricamente de forma positiva) en una electroforesis se denominan gammaglobulinas. El término gammaglobulina se usa con frecuencia como sinónimo de inmunoglobulina, ya que la mayoría de las inmunoglobulinas son gammaglobulinas; sin embargo, dado que algunas inmunoglobulinas migran a las regiones alfa o beta, el término tiende a usarse menos.

## Inmunoterapia no específica
En pacientes con enfermedades del sistema inmune que impiden la producción endógena de gammaglobulinas, es posible suplementarlas farmacológicamente.
Las gammaglobulinas humanas se administran en caso de agammaglobulinemia asociada a X (XLA) o en inmunodeficiencia común variable (CVID); nunca deben administrarse a pacientes con deficiencia selectiva de inmunoglobulina A (IgA), ya que esta enfermedad por lo general es asintomática y el sistema de defensas de estos pacientes puede desarrollar anticuerpos contra la IgA externa y causar cuadros de anafilaxis.

## Efectos secundarios
Los efectos secundarios de menor importancia (dolor de cabeza, dolor de espalda, dolor del empalme o del músculo y una sensación general de enfermedad) se producen generalmente mientras el cuerpo se ajusta a este medicamento. Estos problemas no necesitan la atención médica, a menos que continúen.
Otros efectos secundarios (problemas de respiración o un latido del corazón rápido o que golpea) deben ser atendidos por un médico cuanto antes.
Cualquier persona que demuestra los síntomas siguientes de la sobredosis debe consultar un médico inmediatamente:
- cansancio o debilidad inusual
- enrojecimiento del rostro
- fiebre
- frialdades (escalofríos)
- náuseas
- sudoración
- tirantez en el pecho
- vértigos
- vómitos

## Interacciones
El paciente al que le receten gammaglobulina debe informar al médico de otras medicinas que esté tomando, puesto que las gammaglobulinas podrían interferir con el tratamiento.